# Kawant
Kawant är en ort i Indien.   Den ligger i distriktet Vadodara och delstaten Gujarat, i den centrala delen av landet, 800 km söder om huvudstaden New Delhi. Kawant ligger 200 meter över havet och antalet invånare är 8 618.
Terrängen runt Kawant är platt åt nordost, men åt sydväst är den kuperad. Runt Kawant är det tätbefolkat, med 297 invånare per kvadratkilometer. Det finns inga andra samhällen i närheten. Trakten runt Kawant består till största delen av jordbruksmark.